# Sinobambusa tootsik
Sinobambusa tootsik är en gräsart som först beskrevs av Tomitaro Makino, och fick sitt nu gällande namn av Tomitaro Makino och Takenoshin Nakai. Sinobambusa tootsik ingår i släktet Sinobambusa och familjen gräs. Inga underarter finns listade i Catalogue of Life.

## Bildgalleri

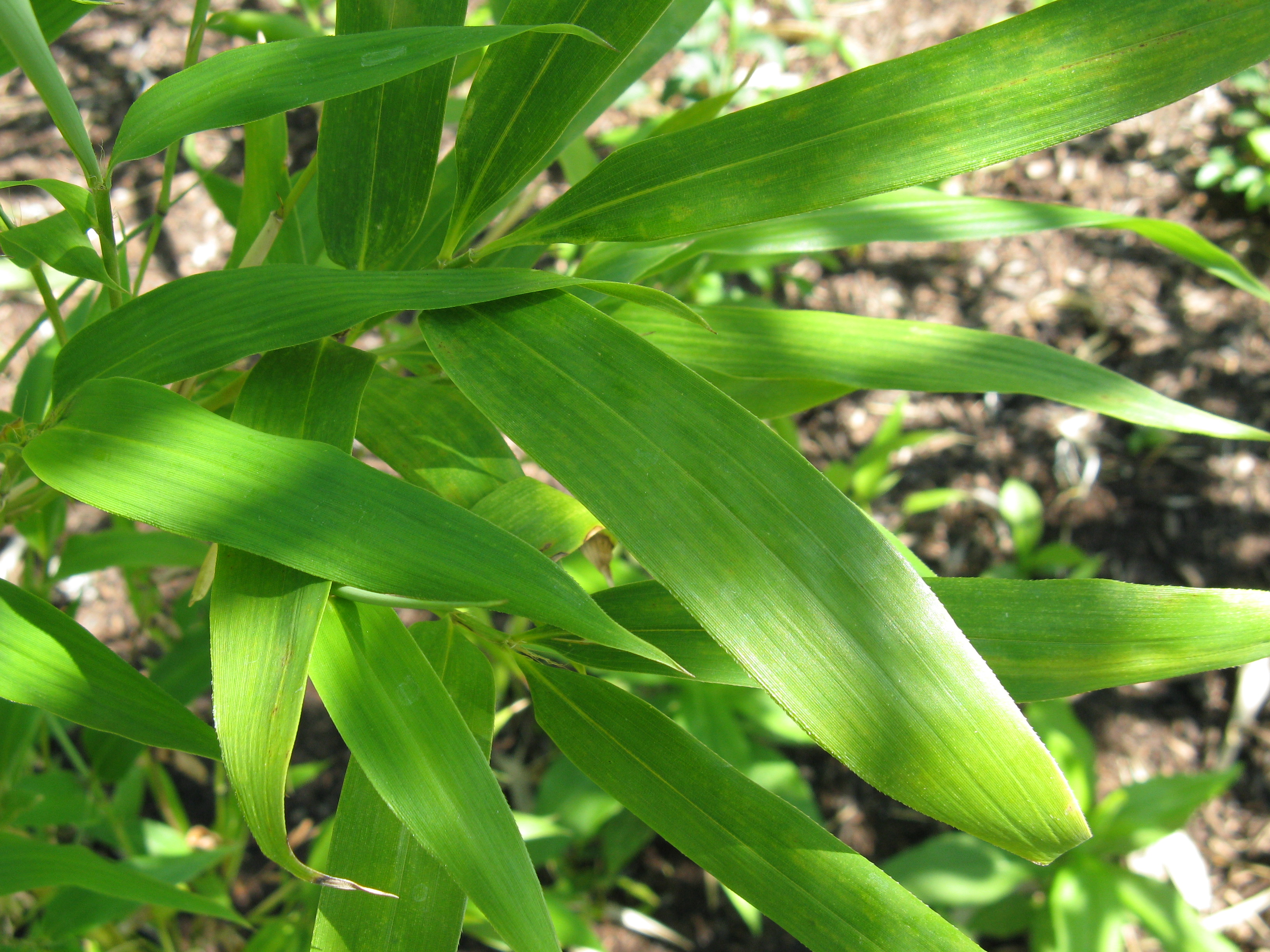
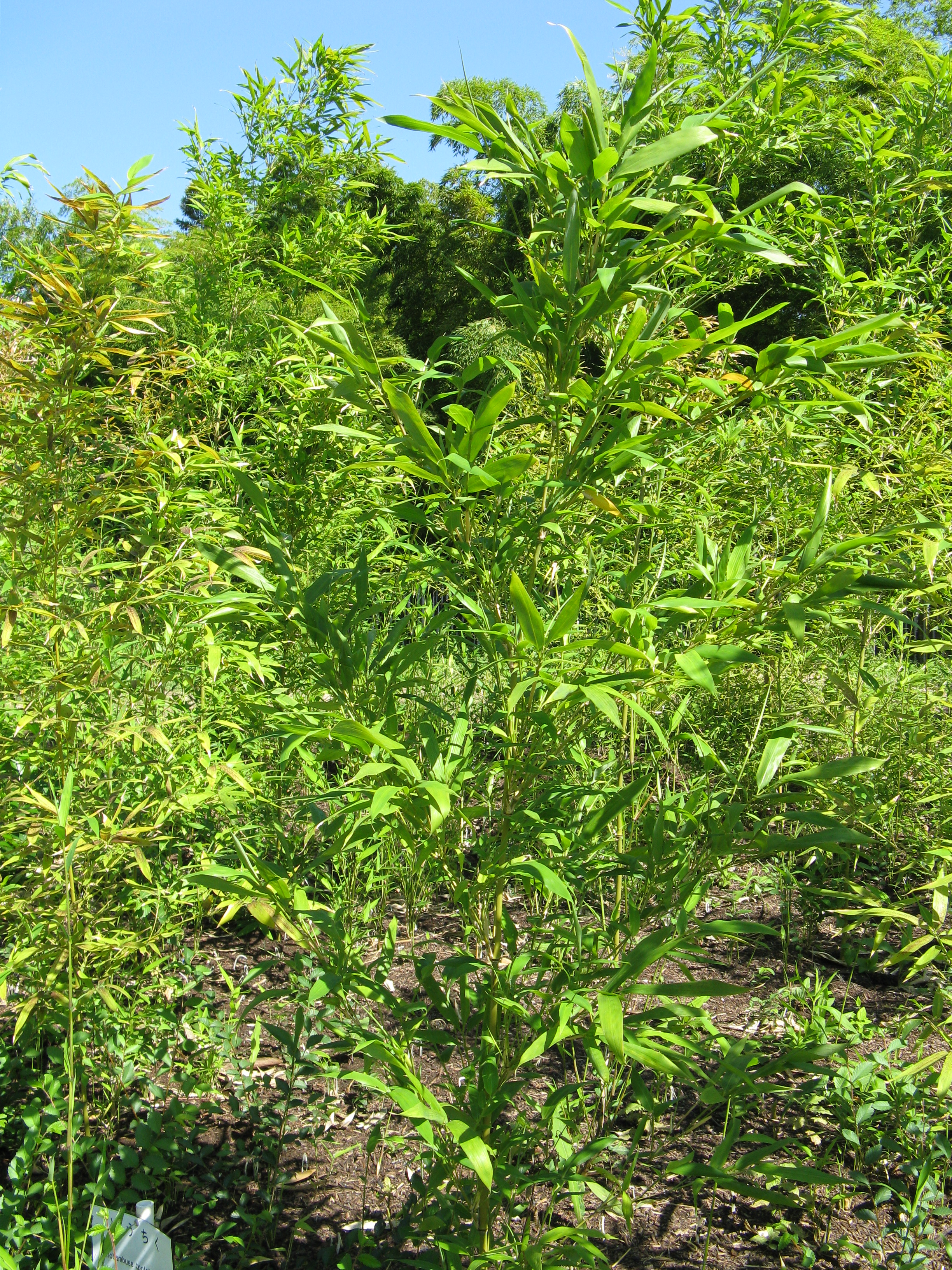
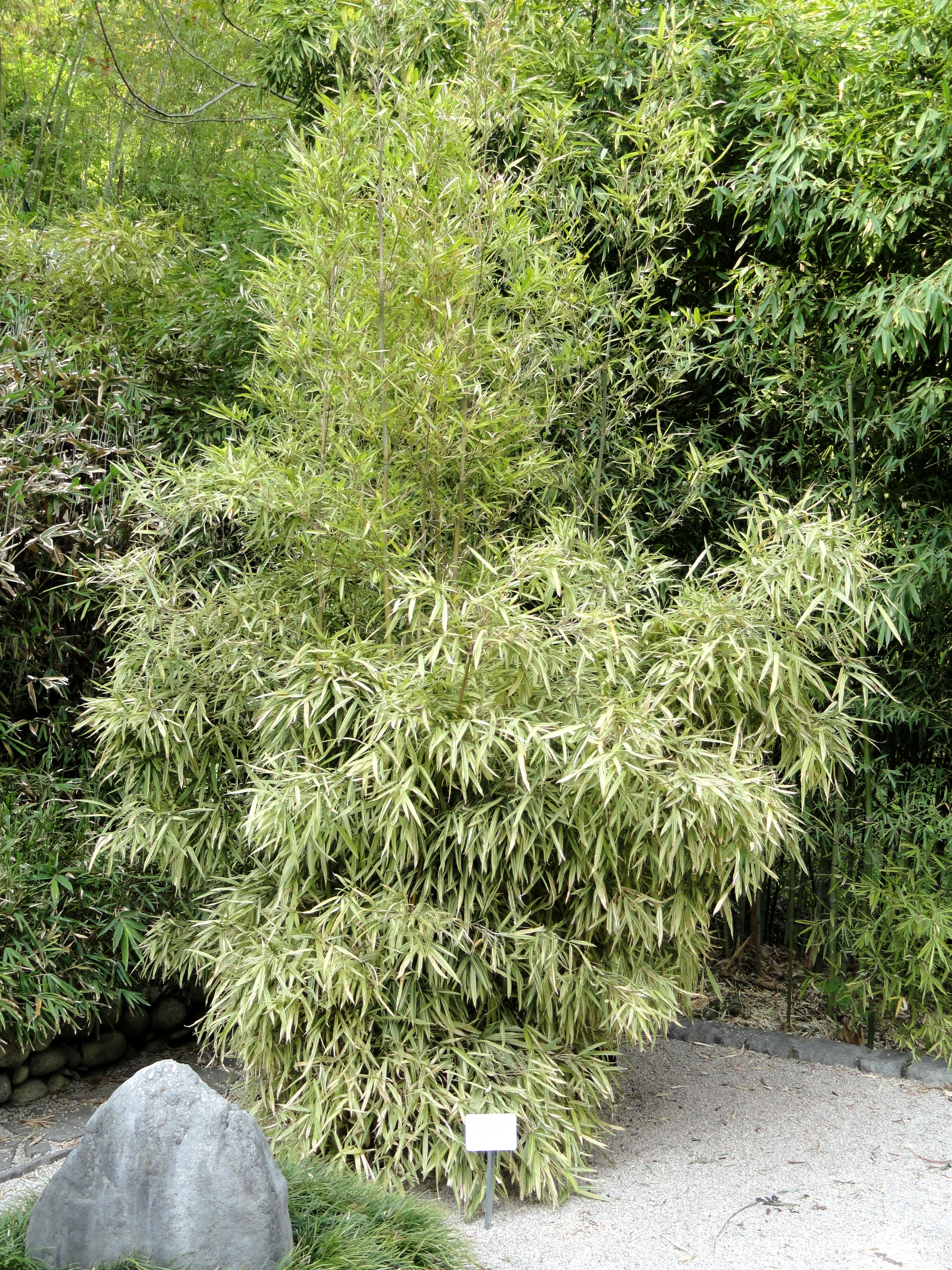
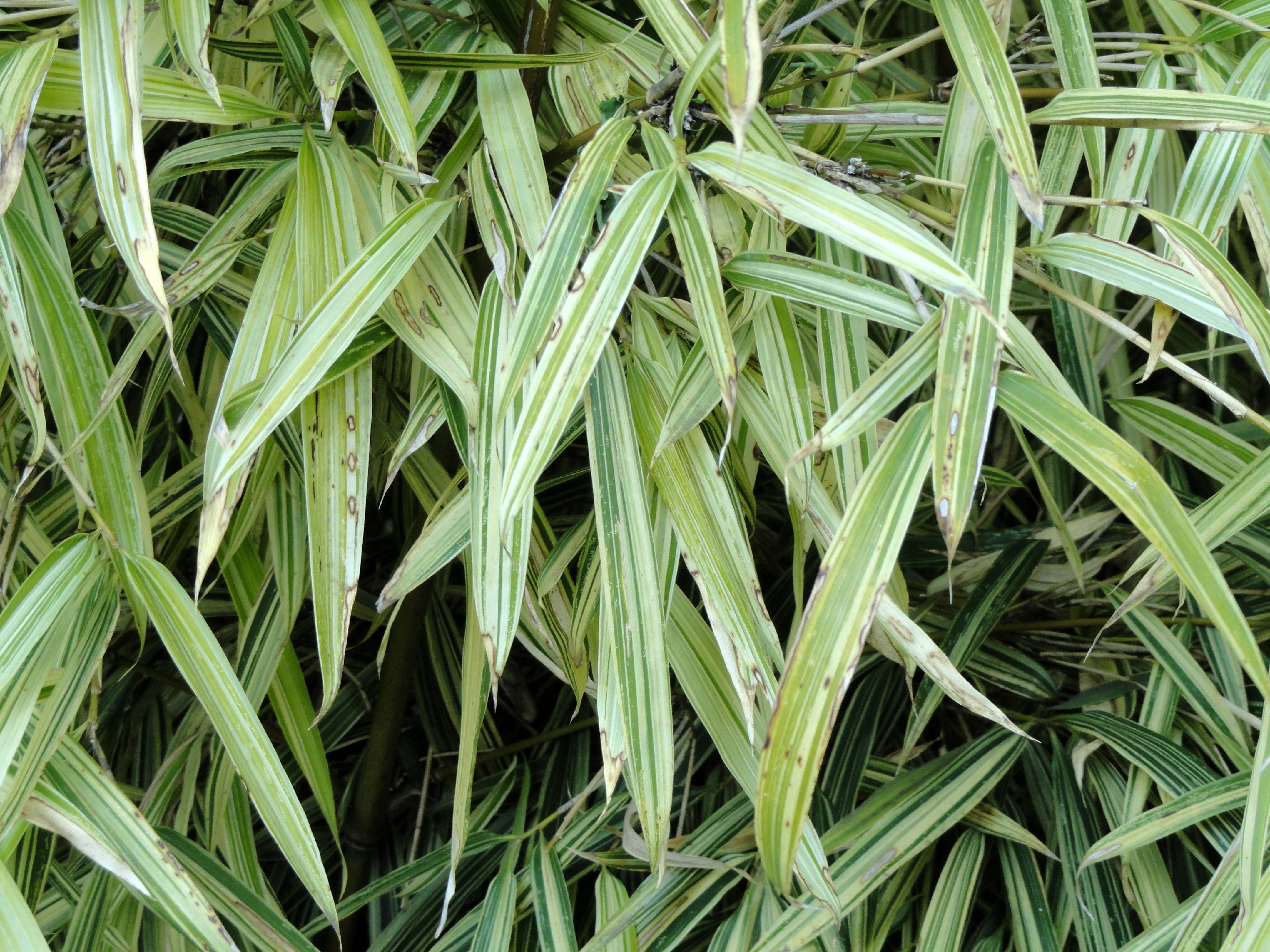